# Proef van Kundt

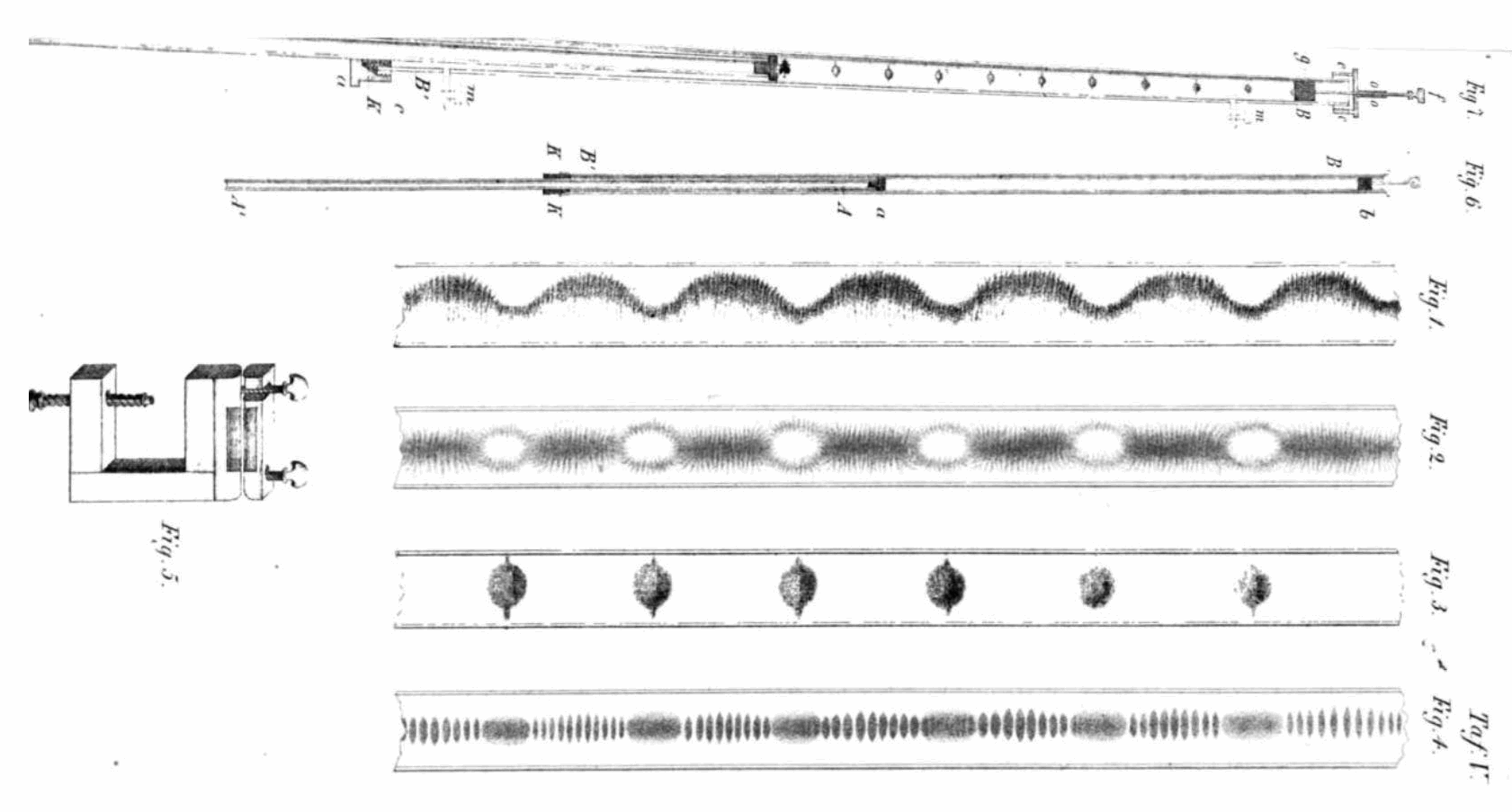
Tekening uit de originele publicatie van Kundt uit 1866, waarin de buis te zien is (fig. 6 en 7 bovenaan) en de patronen in het poeder (fig. 1, 2, 3, 4)

De proef van Kundt maakt een staande geluidsgolf in een buis met lucht zichtbaar. Hij werd ontwikkeld door de Duitse natuurkundige August Kundt in het jaar 1866. Door de eenvoudige opstelling en de duidelijke uitkomst is de proef van Kundt een vaak uitgevoerde demonstratieproef in de schoolnatuurkunde.

## Opstelling
Een doorzichtige buis wordt horizontaal opgesteld met aan één kant een luidspreker en aan de andere kant een beweegbare afsluiter. In de buis wordt een fijn poeder gestrooid, bijvoorbeeld lycopodiumpoeder (sporen van de wolfsklauw) of gemalen kurk. Wanneer de luidspreker een intensieve toon produceert en de afsluiter heen en weer  wordt bewogen, is duidelijk te zien dat bij sommige lengten van de luchtkolom het poeder zich verzamelt op regelmatige afstanden, terwijl het daartussenin snel heen en weer beweegt en dus wordt weggeduwd.
Die hoopjes poeder zijn het duidelijkst zichtbaar – en ook het geluid is op zijn sterkst – wanneer de lucht in de buis in resonantie is gekomen: er vormt zich een staande golf. Aan de luidsprekerkant van de buis wordt een ‘buik’ gevormd en aan de afsluiterkant een ‘knoop’. De eerste keer is dat het geval wanneer de kolom een lengte van een kwart golflengte heeft, dan bij ¾, 1¼, 1¾, 2¼ enz.
De lengte van de buis moet dus voldoen aan de vergelijking
{\displaystyle l=(2k-1)\cdot {\frac {\lambda _{k}}{4}},\quad \quad k\in \mathbb {N} \backslash \{0\}}
Waar het poeder zich verzamelt hangt ook af van hoe zwaar het poeder is. Zie (vertaald):
"In 1866 beschrijft August Kundt de opstelling om staande golven te visualiseren in een buis met poeder. Het poeder wordt in het geluidsveld naar de knopen van de staande golf geblazen. Deze experimenten werden gedaan met sporen van de wolfsklauw.  Met zwaarder materiaal, zoals kurkvijlsel, zag Kundt op regelmatige afstanden ribbels bij de buiken van de staande golf."

## Absorptiemetingen
In een moderne variant wordt de buis van Kundt gebruikt om op een goedkope manier de absorberende eigenschappen van een materiaal te meten. Deze proef is veel eenvoudiger dan een test in een galmkamer, maar geeft wat minder betrouwbare resultaten.
Aan één zijde van de buis wordt het te testen materiaal geplaatst. Aan de andere zijde van de buis bevindt zich een luidspreker die zuivere tonen kan produceren. Door het midden van de buis kan een microfoon geleid worden. De verhouding van de geluidssterkte binnen de in de buis optredende staande golven is een maat voor de absorptie van het materiaal. Is de geluidsdruk in de knopen gelijk aan nul, dan is het materiaal volledig reflecterend. Zou het geluid in de knopen en in de buiken gelijk zijn aan elkaar (er zijn dan geen knopen meer, er is alleen nog een lopende golf), dan reflecteert het materiaal geen enkel geluid. Het is in dat geval volledig absorberend. Tussen deze uitersten in zal een werkelijk materiaal een bepaald percentage absorptie vertonen.
Deze methode is gestandaardiseerd in een ASTM-standaard.

## Variant
Het aantonen van staande golven kan ook met Rubens' buis, daar zorgt een geluidsbron voor het patroon van de staande golf in een gas in plaats van in een poeder. De buis is geperforeerd en daar waar "ophopingen" van het gas ontstaan, de buiken, trilt het gas heviger. Is die wand daar geperforeerd, dan ontsnapt er meer gas. Laten we het gas branden zullen korte en lange vlammetjes respectievelijk minder en meer trilling aantonen. Zo kan je eenvoudig de golflengte meten.